# 田岛宁子
田岛宁子（日语：／ Tajima Yasuko，1981年5月8日—），日本女子游泳运动员，主攻自由泳、混合泳。她曾代表日本参加2000年夏季奥林匹克运动会游泳比赛，获得女子400米个人混合泳银牌。